# Asso (motorfiets)
Asso is een historisch Italiaans merk van motorfietsen.
De bedrijfsnaam was: Costruzioni Meccaniche Algadi, Torino.
Asso kwam in 1927 op de markt met een lichte motorfiets. In 1931 verscheen een nieuw model met een sloper, een 30° voorover hellende eencilinder stoterstangenmotor van 157 cc. Waarschijnlijk verschenen ook nog 173cc-modellen van deze motor. Na 1931 bleef het lang stil rond het merk Asso, maar in 1947 verscheen een hulpmotor voor fietsen onder deze merknaam. Dit was een tweetaktmotor met een liggende cilinder die in de jaren daarna steeds verbeterd werd. Mogelijk werd zowel de productie als de merknaam overgenomen, want in 1951 verscheen er een Asso-hulpmotor die op het achterwiel van een fiets gemonteerd kon worden. Deze was echter geproduceerd door een bedrijf dat zich CABI-Cattaneo noemde. Het was ook een andere motor, waarbij de cilinder naar beneden wees.